# Vozera Abole
Vozera Abole (vitryska: Возера Аболе) är en sjö i Belarus.   Den ligger i voblasten Vitsebsks voblast, i den norra delen av landet, 190 km norr om huvudstaden Minsk. Vozera Abole ligger 134 meter över havet. Arean är 3,5 kvadratkilometer. Den sträcker sig 4,1 kilometer i nord-sydlig riktning, och 1,5 kilometer i öst-västlig riktning.
Omgivningarna runt Vozera Abole är en mosaik av jordbruksmark och naturlig växtlighet. Runt Vozera Abole är det glesbefolkat, med 16 invånare per kvadratkilometer.